# Центральная церковь Манмин

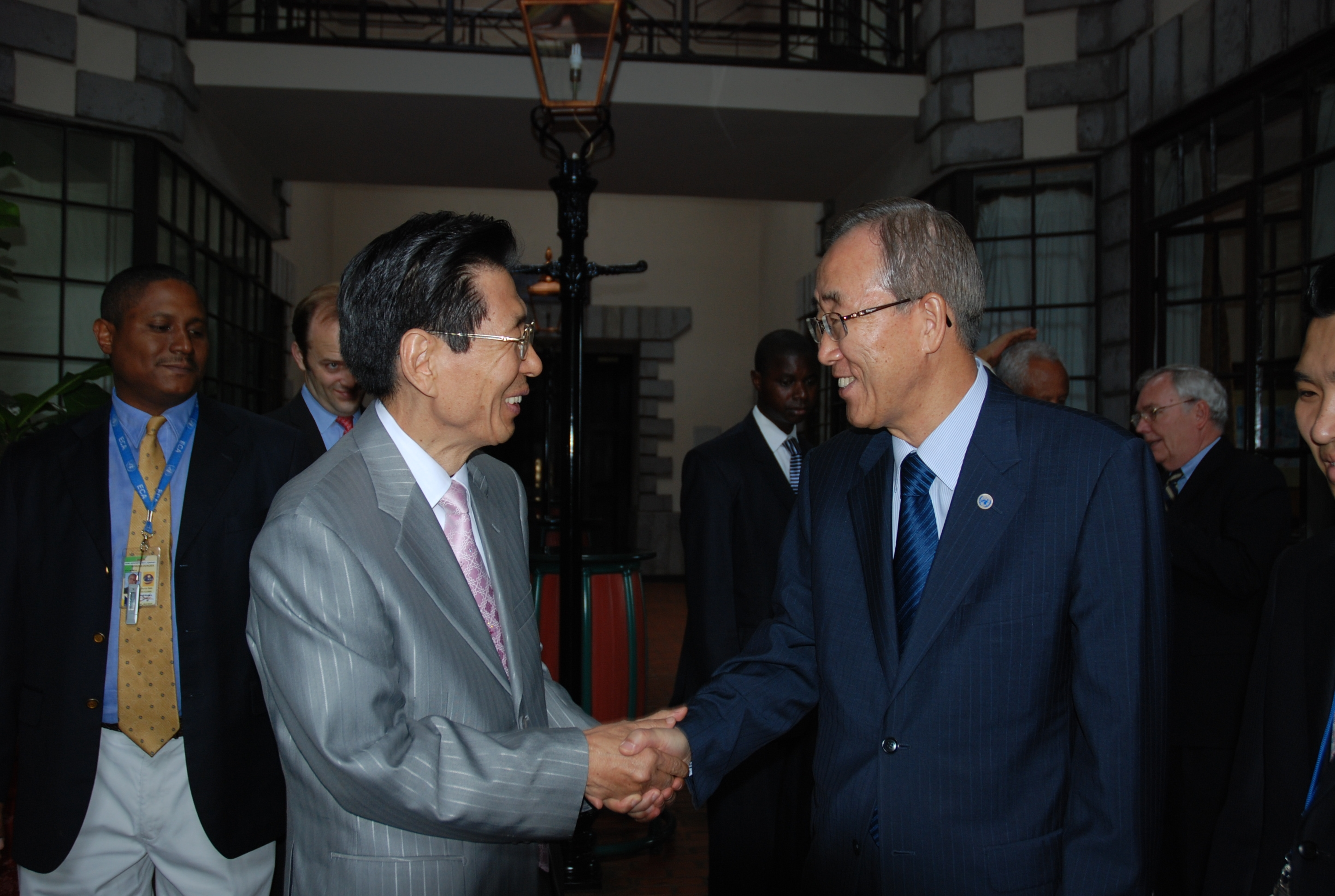
Епископ д-р Мьонг-Хо Чеонг (старший пастор Церкви Святости Манмин в Найроби, Кения) (слева) и Пан Ги Мун (Генеральный секретарь Организации Объединённых Наций) (справа)

Центральная церковь Манмин (кор. 만민중앙교회) — протестантская христианская церковь, основанная в Сеуле, Южная Корея, в 1982 году Джей Роком Ли и является одной из крупнейших церквей в Корее. Манмин означает «всё творение; все народы; все люди».
Центральная церковь Манмин утверждает, что у них самое большое количество церквей в Корее и что число их последователей составляет 120 000 человек по всему миру.
Церковь Манмин издаёт газету «Манмин» (Manmin News Paper), журнал «Манмин» (Manmin Magazine) и имеет телевизионную станцию GCN.

## Христианская деятельность
Церковь организовала специальный прославляющий оркестр под названием «Нисси». Нисси является одним из самых важных служений в церкви Манмин. Оркестр приглашали для выступлений на национальных молитвенных собраниях за завтраком, концертах доброй воли в иностранных посольствах и различных благотворительных мероприятиях, проводимых социальными и культурными организациями.
Церковь Манмин участвовала в различных корейских христианских мероприятиях, включая мероприятия, посвящённые 50-летию разделения Кореи и чемпионату мира по футболу в 2002 году.
В 1997 году церковный хор вместе с другими церквями принял участие в Хоровом фестивале в честь 41-летия Far East Broadcasting Company.
В 1998 году старший пастор церкви присоединился к Корейской ассоциации юристов-миссионеров. По данным официального информационного бюллетеня церкви «Манмин Ньюс», 7 марта 2010 года 12 послов в Корее приняли участие в служении в Центральной церкви Манмин.
Церковь отправила миссионеров в США, Японию, Южную Америку и Африку.

## Критика
Церковь была исключена из Христианского совета Кореи в апреле 1999 года из-за «еретического заявления», предположительно сделанного Джей Роком Ли в июле 1998 года, когда он заявил, что он «безгрешен и освобождён от смерти».
В 1999 году южнокорейская телекомпания Munhwa Broadcasting Corporation выпустила в эфир документальную программу PD Note, критикующую Джей Рока Ли. Члены Центральной церкви Манмин силой проникли на телестанцию и отключили электроснабжение в аппаратной, несколько раз прерывая передачу. Тем временем другие сторонники, численностью от 1500 до 2000 человек, по разным данным, перекрыли близлежащие дороги. Позднее члены Центральной церкви Манмин подали иск против телеканала. Трое церковных лидеров и восемь членов церкви были приговорены к тюремному заключению на срок от двух с половиной до трёх лет за участие в протестах.
22 ноября 2018 года Джей Рок Ли был приговорён к 15 годам тюремного заключения по 42 пунктам обвинения в сексуальных домогательствах и сексуальном насилии в отношении восьми своих последователей. По мнению Центрального окружного суда Сеула, потерпевшие не могли сопротивляться его нападкам «из-за своей абсолютной веры в непогрешимость обвиняемого».
Джей Рок Ли умер 31 декабря 2023 года в возрасте 80 лет.
Новый старший пастор Суджин Ли 25 февраля 2024 года.

## Рост церкви
Церковь Манмин утверждает, что насчитывает более 120 000 членов и 9000 местных и зарубежных филиалов по всему миру, и на данный момент (по состоянию на 2011 год) она направила более 103 миссионеров в 22 страны, включая США, Россию, Германию, Канаду, Японию, Китай, Францию, Индию и Кению. MMTC (Миссионерский учебный центр Манмин) также был создан для обеспечения межкультурной программы обучения и возможностей служения для всемирной евангелизации. В 1993 году Центральная церковь Манмин была включена в список «50 лучших церквей мира» по версии журнала «Christian World» (США).
Многие знаменитости, в том числе бывший премьер-министр Кореи Хан Доксу, были приглашены на юбилей церкви Манмин.